# Батюшко, Стефан Васильевич
Стефан Васильевич Батюшко (укр. Стефан Васильович Батюшко; род. 16 апреля 1949, Рыловичи, Пинская область) — советский военный, подполковник. Украинский государственный деятель, народный депутат Верховного Совета Украинской ССР XII созыва (Верховной Рады Украины I созыва) (1990—1994). Кандидат философских наук (1988).

## Биография
Стефан Васильевич Батюшко родился 16 апреля 1949 года в крестьянской семье в деревне Рыловичи (бел. Рылавічы) Бродницкого сельсовета Жабчицкого района Пинской области Белорусской ССР, ныне деревня и сельсовет входят в Ивановский район Брестской области Республики Беларусь. Белорус.
С 1967 года работал на калининградском судостроительном заводе «Янтарь».
С 1968 года был курсантом в/ч П/ПР 93905, радиотелеграфистом в/ч П/П 56206 Южной группы войск.
С 1969 года был курсантом Курганского высшего военно-политического авиационного училища.
С 1975 года был секретарём комитета ВЛКСМ в/ч 23548 Белорусского военного округа.
С 1975 года служил заместителем командира роты в/ч 62380.
С 1977 года служил пропагандистом в/ч 55782.
С 1978 года служил начальником школы партактива политотдела в/ч 10202.
С 1980 года был слушателем Военно-политической академии имени В. И. Ленина.
С 1983 года находился на преподавательской работе в Харьковском высшем военном авиационном училище лётчиков им. С. И. Грицевца, Преподаватель, старший преподаватель, начальник кафедры.
В 1988 году защитил диссертацию «Диалектика коллективного и индивидуального в социалистическом воинском труде», кандидат философских наук.
В 1990 году в ходе первых альтернативных парламентских выборов в Украинской ССР был выдвинут кандидатом в народные депутаты, 4 марта 1990 года был избран народным депутатом Верховного совета Украинской ССР XII созыва (в дальнейшем — Верховной рады Украины I созыва) от Орджоникидзевского избирательного округа № 374 г. Харькова, набрал 70,06% голосов среди 3 кандидатов. В парламенте являлся членом Комиссии по правам человека, затем её председателем. Депутатские полномочия истекли 10 мая 1994 года.
С 1994 года был заместителем начальника главного управления воспитательной работы Министерства обороны Украины, затем заместителем главы секретариата Народно-демократической партии.
В 1996—1998 годах — член политсовета Народно-демократической партии.
На президентских выборах 2004 года был доверенным лицом Виктора Ющенко в избирательном округе № 175 (Харьковская область).

## Награды
- Орден «За службу Родине в Вооружённых Силах СССР» III степени

## Семья
Женат, имеет двоих детей.